# Aggregat (Technik)
Das Aggregat (von lat. aggregare ‚beigesellen‘, ‚anhäufen‘) in der Technik, besonders der Elektrotechnik und dem Maschinenbau, ist ein Satz aus mehreren zusammenwirkenden Maschinen, Apparaten oder Geräten. Dabei wird meistens eine Kraftmaschine mit einer Arbeitsmaschine zur Erfüllung einer bestimmten technologischen Funktion gekoppelt. Beispiele für Aggregate sind:
- Kühlaggregat: besteht aus Verdichter, Wärmetauscher, Pumpe, Motor, Lüfter usw.
- Notstromaggregat
- Triebwerksaggregat
- Motoraggregat
- Antriebsaggregat im Kraftfahrzeug besteht aus einem Verbrennungsmotor, dem Getriebe und der Antriebswelle; in modernen Fahrzeugen mit Hybridantrieben kommt zusätzlich noch der Elektromotor hinzu
- Getriebeaggregate
- Turbogenerator: besteht aus einer Dampfturbine und einem Generator zur Stromerzeugung (Kraftwerk)

## Betriebswirtschaft
Technische Produkte setzen sich häufig aus komplexen und variantenreichen Baugruppen zusammen. In der Betriebswirtschaft, insbesondere der Produktionswirtschaft, werden die charakteristischen Baugruppen, aus denen sich ein Produkt maßgeblich zusammensetzt, auch als Aggregate bezeichnet. Die Anzahl und die Art der Aggregate hängt wesentlich von dem jeweiligen Produkt ab. Bei einem PKW sind dies bspw. der Motor, die Karosserie, das Getriebe und die Achsen, bei einem Flugzeug sind dies der Flugzeugrumpf, das Fahrwerk, die Tragflächen und das Düsentriebwerk bzw. die Propellerturbinen. Die Aggregate bilden die technische Basis eines Produktes und werden durch Basis-Merkmale beschrieben. Jede unterschiedliche Kombination von Basis-Merkmalen ergibt jeweils ein Grundmodell des Produktes, das durch weitere Zusatz-Merkmale (Ausstattungen, Funktionen) variiert werden kann. Die Kombination aller Basis- und Zusatzmerkmale beschreibt ein einzelnes Produkt vollständig und eindeutig. Die Zerlegung von Produkten in Aggregate und deren 'modulare' Beschreibung stellt eine wesentliche Erleichterung für die Produktentwicklung, die Fertigungsplanung, die Auftragsfertigung und die Abwicklung des Kundenauftrags dar. Diese Modularisierung setzt sich fort, bis zur Erstellung Produkt begleitender Benutzerinformationen (Betriebsanleitungen).